# Энтузиаст (кинотеатр)
«Энтузиаст» — кинотеатр в Москве на Вешняковской улице, 16А. Построен в 1977 году по индивидуальному проекту. Закрыт в 2016 году. На данный момент вокруг здания поставили забор и охрану, в ближайшем будущем планируется снос и строительство досугового центра, на месте кинотеатра.
За архитектуру киноконцертного зала «Энтузиаст» архитекторы В. С. Атанов, Т. Д. Архипова, инженер-конструктор М. Б. Данциг, бригадир столяров В. А. Смирнов удостоены Государственной премии РСФСР в области архитектуры за 1980 год.

## Архитектура
Здание кинотеатра состоит из цилиндра большого зала, соединённого с основным объёмом прямоугольной формы со внутренним двориком. Второй уровень имеет открытую галерею, к которой ведёт пандус. От Вешняковской улицы к главному входу кинотеатра ведёт широкая лестница, по бокам которой изначально стояли рекламные тумбы. «Энтузиаст» включает большой киноконцертный зал на 1000 мест, малый зал на 200 мест, танцевальный зал и кафе на 120 мест. Входы в эти помещения находятся во внутреннем дворике, который служит своеобразным аванвестибюлем. Со второго этажа во дворик выходят открытые лоджии.
Из просторного остеклённого вестибюля большого зала две парадные лестницы ведут в фойе второго и третьего этажей. Киноконцертный зал предназначен для кинопоказа, концертов, собраний и конференций. Он имеет амфитеатр размером 798 м² и сцену максимальной глубиной 12 м. Нижняя часть стен зала облицована травертином, выше расположен пояс из щитов ДСП, стоящих под углом друг к другу и облицованных ясеневым шпоном. Пол покрыт релином зелёного цвета холодного тона, кресла также зелёные. На потолке — подвесные сборные алюминиевые кессоны со скрытым электроосвещением, покрашенные белой эмалью. Отделка потолков малого и танцевального залов аналогична. Большой зал имеет хорошую акустику. Предусматривались антрактно-раздвижной и предэкранный занавесы, софиты, система вертикального и горизонтального кашетирования, звукоусилительная аппаратура. Артистические помещения имеют отдельный вход со своим вестибюлем и гардеробом. Танцевальный зал рассчитан на 100 пар, он имеет небольшую эстраду и гардероб. Предусмотрены комнаты для различных кружков.
Фасад облицован белым известняком, переплёты — из дюраллюминия, анодированного под золото. Колонны, ригели, настилы, перекрытия, сваи и другие конструкции выполнены из изделий Единого каталога индустриальных изделий. Предусматривалась система кондиционирования воздуха и приточно-вытяжная вентиляция.
В плане здание имеет размеры 36×99 м, с галереей и пандусом — 45×125 м. Общий строительный объём — 47 470 м³, полезная площадь — 7150 м².